# Леополд Вилхелм фон Баден-Баден
Леополд Вилхелм фон Баден-Баден (на немски: Leopold Wilhelm von Baden-Baden; * 16 септември 1626; † 23 февруари 1671, Баден-Баден) е маркграф на Маркграфство Баден-Баден и генерал-маршал на Свещената Римска империя.

## Живот
Той е вторият син на маркграф Вилхелм фон Баден-Баден (1593 – 1677) и първата му съпруга принцеса Катарина Урсула фон Хоенцолерн-Хехинген (1610 – 1640), дъщеря на княз Йохан Георг фон Хоенцолерн-Хехинген. По-големият му брат е наследствен принц Фердинанд Максимилиан (1625 – 1669), наричан „щитът на империята“ и „червения крал“ в турските войни.
Леополд Вилхелм е имперски генерал-маршал. В Померания той се бие против Швеция, в Унгария против турците. Той е гувернатор на Вараждин в Хърватия.
Леополд Вилхелм е чичо на Лудвиг Вилхелм, маркграф на Баден-Баден, наричан „Турския Луи“.

## Фамилия
Първи брак: през 1659 г. с бохемската благородничка Анна Силвия Карето, графиня на Милезимо (* 1605 или 1606, Прага; † 26 февруари 1664, Регенсбург). Бракът е бездетен. Чрез тази женитба маркграфството Баден-Баден получава големи собствености в Бохемия.
Втори брак: на 23 февруари 1666 г.с Мария Франциска фон Фюрстенберг-Хайлигенберг (* 18 май 1633, Констанц; † 7 март 1702, Ловосице), вдовица на херцог Волфганг Вилхелм фон Пфалц-Нойбург († 1653), дъщеря на граф Егон VIII фон Фюрстенберг-Хайлигенберг. Те имат децата:
- Леополд Вилхелм (1667 – 1716)
- Карл Фридрих Фердинанд (1668 – 1680)
- Катарина Франциска († млада)
- Хенриета († млада)
- Анна († млада)